# Symbolanthus pterocalyx
Symbolanthus pterocalyx är en gentianaväxtart som beskrevs av Struwe. Symbolanthus pterocalyx ingår i släktet Symbolanthus och familjen gentianaväxter. Inga underarter finns listade i Catalogue of Life.